# Zambezi (Sambia)
Zambezi (bis etwa 1966 Balovale) ist eine Kleinstadt am Oberlauf des Sambesi an der Fernstraße M8 im äußersten Westen der Nordwestprovinz von Sambia 60 Kilometer stromabwärts von Chavuma mit 26.885 Einwohnern (2022). Sie liegt etwa 1050 Meter über dem Meeresspiegel und ist Sitz der Verwaltung des gleichnamigen Distrikts. Bei Zambezi verbindet eine Autofähre die Ufer. Bei Chinyingi spannt sich eine 300-Meter-Fußgänger-Hängebrücke über den Strom.

## Infrastruktur
Die Straße nach Chavuma ist 2013 asphaltiert worden, auch die Straße nach Solwezi stellt eine hervorragende Asphaltstraße dar, die durch Cryptosepalum-Wälder führt. Zambezi hat eine unbefestigte 1.200 Meter lange Flugpiste, zwei Militärlager, ein Missionskrankenhaus, eine Grundschule, Geschäfte und eine Tankstelle.

## Tourismus
Bei Zambezi stehen die „Paläste“ der Häuptlinge der Luanda und Luvale. Ende August findet sieben Kilometer entfernt von Zambezi vor dem Luvale-Palast die Likumbi Lya Mize-Zeremonie statt, ein traditionelles Fest.

## Demografie
| Jahr | Einwohnerzahl |
| ---- | ------------- |
| 1990 | 5941          |
| 2000 | 6677          |
| 2010 | 10.299        |
| 2022 | 26.885        |